# يمهل ولا يهمل (فلم)
يمهل ولا يهمل هو فيلم مصري عرض عام 1979، بطولة فريد شوقي ونور الشريف وميرفت أمين، ومن إخراج حسن حافظ.

## قصة الفيلم
يموت رضوان والد سامي ضحية لجريمة قتل بعد مطاردة محمومة، مما يدفع سامي في رحلة للبحث عن الحقيقة وراء مقتل والده، وتتجمع عدد من الأدلة حول عبد الصمد، والد رباب الفتاة التي يحبها سامي ويقرر أن يتمم الزواج منها لكي يكون عبد الصمد أمام ناظريه، إلا أن الأمور تتعقد بعد وفاة عبد الصمد ضحية لجريمة قتل.

## طاقم التمثيل
- فريد شوقي: (المعلم عباس)
- نور الشريف: (سامي)
- ميرفت أمين: (رباب)
- صلاح منصور: (عبد الصمد)
- مجدي وهبة: (فتحي - أخو رباب)
- ليلى حمادة: (فايزة - أخت سامي)
- مريم فخر الدين: (شويكار - أم سامي وفايزة)
- سهير زكي: (الراقصة سهير - عشيقة عباس)
- يسري مصطفى: (عادل - خطيب فايزة)
- عبد الرحيم الزرقاني: (رضوان)
- علي الشريف: (عوضين - تابع عبد الصمد)
- محمود القلعاوي: (الغفير عمران)
- نادية فهمي: (زوجة عمران)
- ناهد سمير: (أم رباب وفتحي)
- ليلى فهمي: (بهانة الطباخة)
- عبد الوهاب خليل: (الفراش دسوقي)
- محمد أبو الحسن: (سطوحي تابع عباس)
- عزت المشد: (مأمور القسم)
- إحسان القلعاوي
- محمد رسلان
- محمد أبو حشيش: (بواب عمارة مصر)
- حسان اليماني: (إبراهيم فراش مكتب عادل)

## فريق العمل
- إخراج: حسن حافظ
- قصة: قصة الفيلم مقتبسة عن مسرحية «هاملت» لوليم شكسبير
- سيناريو وحوار: محمد أبو يوسف
- مدير التصوير: محسن نصر
- مونتاج: محمد البهي
- موسيقى تصويرية: فؤاد الظاهري
- إنتاج: داليا فيلم
- توزيع: داليا فيلم